# Хлорпротиксен
Хлорпротиксенът е типичен антипсихотик от тиоксантиновия клас и бил първият синтезиран от групата си. Представен от 1959 г. от фармацевтичната компания Lundbeck. Хлорпротиксенът не е одобрен в САЩ.

## Фармакология
Хролпротиксенът упражнява антагонистично действие върху следните рецептори:
- 5-HT2: антипсихотичен ефект, анксиолиза, увеличаване на теглото
- D1, D2, D3: антипсихотични ефекти, седация, екстрапирамидни странични ефект, повишаване на пролактина, депресия, апатия/анхедония, увеличаване на теглото
- H1: седация, увеличаване на теглото
- mACh: антихолинергични ефекти, инхибиция на екстрапирамидни странични ефекти
- α1-adrenergic: хипотензия, тахикардия

Метаболит хлорпротиксен е Н-desmethylchlorprothixene.

## Показания
Хлорпротиксенът се използва при лечението на психотични разстройства (например шизофрения) и остра мания (при биполярно разстройство)
Други индикации: преди или след хирургични интервенции при наличие на тревожност и безсъние, тежко гадене /повръщане, овладяване на тревожност и раздразнителност при употребата на селективни инхибитори на обратното захващане на серотонин, използвани при депресия. off-label употреба – овладяването на алкохолна или опиоидна абстиненция. Също може да бъде използвано внимателно при лечение на непсихотични пациенти с раздразнителност, агресия и безсъние при педиатрична популация.
Смята се, че молекулата има антидепресантен ефект, но все още не е доказан. Подобна е ситуацията и що се отнася до аналгетичните ефекти на хлорпротиксена. Той е използван като комедикация при тежка хронична болка. Също така, както повечето антипсихотици, налице е антиеметичния ефект (против гадене/повръщане). 

## Странични ефекти
Хлорпротиксенът има силен седативен ефект и висока честота на антихолинергични странични ефекти. Например: сухота в устата, хипотензия, тахикардия, хиперхидроза, значително увеличаване на телесната маса. Обикновено страничните ефекти не позволяват да се приложи ефективна доза, за да се постигне пълна ремисия на дадено психотично разстройство, а вместо това хлорпротиксенът се комбинира с по-мощен антипсихотик.
Хлорпротиксенът е структурно подобен на хлорпромазина, с когото практически споделя еднакви странични ефекти. Алергичните странични ефекти и чернодробна увреда се регистрират в по-ниска честота. По-възрастните са особено чувствителни към антихолинергичните ефекти на хлорпротиксена (влошаване на тесноъгълна глаукома, тежка обстипация, трудности в уринирането и делириозни включвания). При пациенти над 60-годишна възраст дозите трябва да са ниски. 
Ранни и късни екстрапирамидни странични ефекти могат да се появяват, но с много ниска честота (при едно изследване е изчислено, че те се появяват само при 1%).

### Предозиране
Симптоми при предозиране могат да бъдат състояния на объркване, хипотензия, тахикардия. Фатален край се наблюдава при концентрации в кръвта в диапазона от – 0.1 до 7.0 mg/L (изследвани постмортем). За сравнение нетоксичните нива са около 0.4 mg/kg.

## Дозировка
Първоначалните дози на хрорпротиксена трябва да бъдат възможно най-ниски (например 30 mg вечер, 15 mg сутрешна доза) и да се повишават постепенно. Пациенти, получаващи дози от порядъка на 90 mg дневно (или повече) от лекарството трябва да бъдат хоспитализирани за наблюдение. На теория максималната доза е 800 mg на ден, до която обикновено не се стига, поради проява на гореспоменатите страничните ефекти. По-възрастни пациенти и деца трябва да се лекуват с ниски дози. Повишаването на дозите трябва да е бавно и постепенно. Спиране на хлорпротиксена не трябва да става изведнъж, а с постепенно отнемане.

## Взаимодействия
При комедикация с литиеви соли, хлорпротиксенът може да увеличи плазмените нива на лития и да се създадат условия за литиева интоксикация. За да се избегне това е необходимо плазмените нива да се мониторират според стандарта по психиатрия.
При едновременно приемане на опиоиди и хлорпротиксен, дозата на опиодите трябва да е намалена до около 50 %, защото хлорпротиксенът повишава в значителна терапевтичните ефекти на опиодите
Да се избягва едновременната употреба на хлорпротиксен и трамадол. Комбинацията е опасна – наблюдават се гърчовете като страничен ефект на комбинацията. 
Да се имат предвид адитивните ефекти и проява на състояния на обърканост при медикация с хлорпротиксен с бензодиазепини или барбитурати. При необходимост от едновремнно прилагане, да се назначават ниски дози. 
Особено внимание при комбинирането на хлорпротиксен и други антихолинергични лекарства (трициклични антидепресанти и антипаркинсонови лекарства): при пациенти в старческа възраст може да се развие делир, висока температура, тежка обстипация (дори илеусно състояния) и глаукома. 

## Синтез
Хлорпротиксенът е 2 хлоро -9[(1-диметиламино)-3-пропилиден]тиоксантен.
Синтезира се от изходно съединение 2-хлортиоксантон. 2-хлоротиоксантонът, от своя страна, се образува от 2-меркаптобензоена киселина (1), която реагира с 1-бромо-4-хлоробензен (2) и формира 2-(4-хлорфенилтио)бензоена киселина (5). Последната взаимодейства с фосфорен пентахлорид и се трансформира в хлорна киселина като по-нататък претърпява вътремолекулна циклизация с помощта на алуминиев хлорид, за да се образува 2-хлортиоксантон.
Алтернативен път за синтезиране на 2-хлортиоксантон (7) е чрез създаване на 2-(4-хлорофенилтио)бензоена киселина(5) от реакция на 2-йодобензоена киселина (3) с 4-хлортиофенол (4).
Полученият 2-хлоротиоксантон реагира с карбонилната си група, с 3-диметиламинопропилмагнезиев бромид или с алилмагнезиев бромид, от които се получават съответно третични алкохоли 8 и 9.
Дехидратацията на третичния алкохол (8) води до образуване на ацетат, от който се образува хлорпротиксен.
Във втория случай дехидратацията на третичния алкохол (9) води до формиране на диен (10), към който се прибавя диметиламин в условия на висока температура и се образува желания хлорпротиксен (11).